# Classe Wyoming
A Classe Wyoming foi uma classe de couraçados operada pela Marinha dos Estados Unidos, composta pelo USS Wyoming e USS Arkansas. Suas construções começaram em 1910 nos estaleiros da William Cramp & Sons e New York Shipbuilding Corporation, sendo lançados ao mar em 1911 e comissionados na frota norte-americana em 1912. O projeto da Classe Wyoming foi baseado na predecessora Classe Florida, incorporando apenas algumas mudanças como o aprimoramento da blindagem, elevação da bateria secundária de canhões de 127 milímetros e adição de uma torre de artilharia principal de 305 milímetros, apesar do uso de canhões de 356 milímetros terem sido considerados.
Os couraçados da Classe Wyoming eram armados com uma bateria principal composta por doze canhões de 305 milímetros montados em seis torres de artilharia duplas. Tinham um comprimento de fora a fora de 171 metros, boca de mais de 28 metros, calado de nove metros e um deslocamento de mais de 27 mil toneladas. Seus sistemas de propulsão eram compostos por doze caldeiras mistas de carvão e óleo combustível que alimentavam quatro conjuntos de turbinas a vapor, que por sua vez giravam quatro hélices até uma velocidade máxima de vinte nós (38 quilômetros por hora). Os navios também tinham um cinturão principal de blindagem que ficava entre 127 e 279 milímetros de espessura.
Os dois navios começaram suas carreiras servindo na Frota do Atlântico e ocuparam-se de uma rotina normal de treinamentos. Com a entrada dos Estados Unidos na Primeira Guerra Mundial em 1917 eles foram enviados para a Europa para reforçar a Grande Frota britânica como parte da Divisão de Couraçados Nove. Após a guerra foram para a Frota do Pacífico e retornaram para sua rotina de treinamentos, sendo modernizados em meados da década de 1920. O Tratado Naval de Londres de 1930 ditou que o Wyoming deveria ser desmilitarizado, assim ele teve suas armas principais e blindagens removidas e e foi convertido em um navio-escola para cadetes e aspirantes.
O Arkansas permaneceu no serviço ativo e, após a Entrada dos Estados Unidos na Segunda Guerra Mundial no final de 1941, foi usado para escoltar comboios de tropas para o Norte da África. O couraçado serviu nesta função até 1944, quando foi transferido para funções de bombardeio litorâneo. Ele deu apoio de artilharia durante a invasão da Normandia em junho de 1944 e no mês seguinte na invasão do sul da França. Foi transferido para o Pacífico e participou em 1945 da Batalha de Iwo Jima e da Batalha de Okinawa. Os dois foram descomissionados após a guerra; o Arkansas foi afundado durante a Operação Crossroads em julho de 1946, enquanto o Wyoming foi desmontado em 1947.